# Gerhard Bienert
Pour les articles homonymes, voir Bienert.
Gerhard Max Richard Bienert (né le 8 janvier 1898 à Berlin, mort le 23 décembre 1986 dans la même ville) est un acteur allemand.

## Biographie
Fils d'un comptable, il grandit avec son frère Reinhold Bernt (en), qui deviendra aussi acteur. Après son abitur en 1916, il s'engage dans l'armée. Durant la Première Guerre mondiale, il est dragon dans la cavalerie.
Après la guerre, il fait des études, à la demande de son père, durant deux semestres, de lettres et de philosophie à l'université Humboldt de Berlin qu'il abandonne lorsqu'il découvre le théâtre. En 1919, il entre à l'Académie des arts dramatiques Ernst Busch et au Deutsches Theater de Berlin.
Il tient des rôles secondaires, puis crée une compagnie avec son frère et d'autres jeunes acteurs. Il commence au cinéma en 1922, dans le muet. Il conserve ce genre de rôle dans le cinéma parlant. Durant le régime nazi, il se consacre essentiellement au théâtre. Au cours de la Seconde Guerre mondiale, il se tourne vers le cinéma, au point de faire partie de la Gottbegnadeten-Liste.
Après la guerre, il reste dans la compagnie du Deutsches Theater jusqu'à sa mort. Il est l'un des rares acteurs de Berlin-Ouest à pouvoir tourner en Allemagne de l'Est. Il participe ainsi à des films produits par la DEFA.
Il est enterré au cimetière boisé de Berlin-Zehlendorf.

## Filmographie sélective
- 1923 : Der Mensch am Wege de William Dieterle
- 1929 : L'Enfer des pauvres de Phil Jutzi
- 1929 : Ludwig der Zweite, König von Bayern de William Dieterle
- 1930 : L'Ange bleu de Josef von Sternberg
- 1931 : Panique à Chicago (Panik in Chicago) de Robert Wiene
- 1931 : Sur le pavé de Berlin de Phil Jutzi
- 1931 : Autour d'une enquête de Robert Siodmak
- 1931 : M le maudit de Fritz Lang
- 1931 : Le Capitaine de Köpenick
- 1931 : Yorck de Gustav Ucicky
- 1932 : Fünf von der Jazzband d'Erich Engel
- 1932 : Der Stolz der 3. Kompanie
- 1932 : Un homme sans nom
- 1932 : Ventres glacés
- 1932 : Histoires fantastiques (de)
- 1932 : Grün ist die Heide
- 1932 : Nous les mères
- 1933 : Morgenrot
- 1933 : Sprung in den Abgrund
- 1934 : Ein Mann will nach Deutschland
- 1935 : Fährmann Maria
- 1935 : Krach im Hinterhaus
- 1935 : Henker, Frauen und Soldaten
- 1936 : Donner, Blitz und Sonnenschein
- 1936 : L'Étudiant pauvre
- 1936 : Stadt Anatol
- 1938 : Das indische Grabmal
- 1938 : Pour le Mérite
- 1938 : Mordsache Holm
- 1939 : Der letzte Appell de Max W. Kimmich
- 1939 : Gold in New Frisco
- 1939 : Flucht ins Dunkel
- 1941 : Un crime stupéfiant
- 1941 : Le Président Krüger
- 1941 : Das Mädchen von Fanö
- 1943 : Ich vertraue Dir meine Frau an
- 1946 : L'Extravagant Millionnaire (Peter Voss, der Millionendieb) de Karl Anton
- 1948 : L'Affaire Blum
- 1953 : Die Unbesiegbaren
- 1954 : Ernst Thälmann – Sohn seiner Klasse
- 1955 : Ein Polterabend
- 1956 : Thomas Müntzer
- 1956 : Die Millionen der Yvette
- 1957 : Polonia-Express
- 1957 : Lissy
- 1957 : Die Schönste
- 1958 : Emilia Galotti
- 1958 : Ein Mädchen von 16 1/2
- 1958 : Der Prozeß wird vertagt
- 1958 : Klotz am Bein
- 1958 : Die Elenden
- 1959 : Verwirrung der Liebe
- 1959 : Reportage 57
- 1960 : Trübe Wasser
- 1960 : Die heute über 40 sind
- 1960 : Alwin der Letzte
- 1961 : Mutter Courage und ihre Kinder
- 1964 : Viel Lärm um nichts
- 1965 : Ohne Paß in fremden Betten
- 1967 : Hochzeitsnacht im Regen
- 1968 : Wir lassen uns scheiden
- 1973 : Die Elixiere des Teufels
- 1974 : Der nackte Mann auf dem Sportplatz
- 1975 : Blumen für den Mann im Mond
- 1976 : Les Souffrances du jeune Werther (Die Leiden des jungen Werthers)
- 1976 : Hostess
- 1977 : La Fuite (Die Flucht)
- 1978 : Sabine Wulff

Téléfilms
- 1967 : Kleiner Mann – was nun?
- 1967 : Die Ohrfeige
- 1968 : Androklus und der Löwe
- 1969 : Effi Briest
- 1971 : Verwandte und Bekannte
- 1972 : Die Bilder des Zeugen Schattmann
- 1974 : Hallo Taxi
- 1975 : Polizeiruf 110 : Der Mann
- 1977 : Du und icke und Berlin
- 1979 : Herbstzeit
- 1983–1987 : Einzug ins Paradies
- 1984 : Was soll bloß aus dir werden

## Source de la traduction
- (de) Cet article est partiellement ou en totalité issu de l’article de Wikipédia en allemand intitulé « Gerhard Bienert » (voir la liste des auteurs).